# Ctenichneumon rufibasis
Ctenichneumon rufibasis là một loài tò vò trong họ Ichneumonidae.